# Teresa Jordà i Vitó
Teresa Jordà i Vitó   (Terrassa, 2 d'abril de 1943) és una pintora aquarel·lista catalana.
Filla de l'artista Raimunda Vitó, el 1989 va llicenciar-se en Belles Arts, pintura i disseny per la Universitat de Barcelona i va cursar el Master Editorial per la mateixa universitat i Disseny Gràfic a Llotja. Posteriorment va estudiar a l'Escola Industrial d'Arts i Oficis de Terrassa.
És considerada una de les millors aquarel·listes abstractes de Catalunya i ha guanyat diversos premis nacionals i internacionals d'aquarel·la. També ha participat en diverses mostres col·lectives i individuals, entre les quals en exposicions individuals a Palma, Osca o Marbella, o bé a la I Biennale d'Aquarelle de Narbonne (França), a The Finnish Watercolour Society (Finlàndia), al Salón International des Arts Plástiques de Besiers (França) o a la Living Waters. Fibre Force (Hèlsinki). Ha impartit diversos cursos sobre aquarel·la i abstracció.
Jordà i Vitó és membre corresponent per Terrassa de la Reial Acadèmia Catalana de Belles Arts de Sant Jordi.
L'any 2005 va ser nomenada Terrassenca de l'any, i el 2022 va rebre la Medalla de la Ciutat [de Terrassa] al Mèrit Artístic.

## Premis: una selecció[2][3]
- 2022: Premi Stylized & Abstract Aquarel·la Global Art Connection Watercolour Exposition France. Albi (França).
- 2021: 2n Premi al Concurs internacional d'aquarel·la Indonesia International Watercolor Online Competition and Exhibition, per l'obra El fil d'Ariadna.[7]
- 2019: 1r Premi d'Aquarel·listes Avançats de Toledo.
- 2019: Premi a la Trajectòria Artística International Watercolor Biennale Pakistan.
- 2015: 1r Premi Vicenç Ballestar – ARTE21. AAC.
- 2011: Auszeichnung Watercolour Abstract de la Hahnemühle FineArt GmbH Dassel.
- 2010: 1r Premi XIV Simposi Nacional d'Aquarel·la. Palma.
- 2007: 1r Premi Internacional d'Aquarel·la Martínez Lozano. Llançà. Girona.
- 2005: Terrassenca de l'any. CSC Terrassa.
- 1997: 1r Premi Ceferino Olivé. Reus TR.
- 1995: 1r Premi Ricard Camí, Finalista. Fundació CET. Terrassa.
- 1994: Medalla d'Or Agrupació d'Aquarel·listes de Catalunya. BCN.
- 1992: Premi Criteri d'Art Ciutat de Terrassa.
- 1991: Medalla d'Honor BCN1990. Premi Ignasi Salvans. AAC. BCN.
- 1976: 1r Premi Nacional d'Aquarel·les. BCN.